# Puerto Maldonado
Puerto Maldonado è una città del Perù, capoluogo della Provincia di Tambopata e anche della Regione di Madre de Dios.